# Janny Adema
Jannetje (Janny) Adema (Amsterdam, 16 augustus 1922 – Hilversum, 20 mei 1981) was een Nederlandse atlete, die zich evenals haar tweelingzus Martha had gespecialiseerd in de sprint. Beiden hadden de pech dat de periode waarin zij de leeftijd hadden om tot hun beste prestaties te komen, samenviel met de Tweede Wereldoorlog.

## Loopbaan
Janny Adema was aangesloten bij de Amsterdamse Atletiek- en Gymnastiekvereniging Zeeburg. In 1941 werd ze Nederlands kampioene op de 100 m. Sommige atletiekkenners zijn er echter van overtuigd, dat de aan haar toegedichte 100 metertitel in werkelijkheid door Martha moet zijn gewonnen. De beste van Janny bekend zijnde 100 metertijd is namelijk 12,3 uit 1942, terwijl de titel in 1941 werd gewonnen in een tijd van 12,2, een tijd die zus Martha wél in de benen had. Bovendien werden de twee sprintende zusters wel vaker met elkaar verward. Honderd procent duidelijkheid is hierover echter niet te geven.
Wel is het zeker, dat Janny betrokken was bij het wereldrecord op de 4 × 110 yd dat een Nederlands vrouwenteam, verder bestaande uit Fanny Blankers-Koen, Gerda Koudijs en Nettie Timmer, op 18 mei 1944 in Amsterdam vestigde met een tijd van 48,8. Dit record bleef vier jaar van kracht.
Janny Adema trouwde op 25 september 1947 met de bekende vakbonds- en VARA-bestuurder André Kloos, die zij op de atletiekbaan had leren kennen. Het echtpaar bleef kinderloos.
Janny Adema kwam op 20 mei 1981 bij een auto-ongeval om het leven.

## Nederlandse kampioenschappen
| Onderdeel | Jaar |
| --------- | ---- |
| 100 m     | 1941 |

## Persoonlijke records
| Onderdeel   | Prestatie | Datum        | Plaats    |
| ----------- | --------- | ------------ | --------- |
| 100 m       | 12,3 s    | 19 juli 1942 | Amsterdam |
| verspringen | 5,40 m    | 25 juli 1943 | Amsterdam |